# Código de idioma
Un código es lo que asigna letras y/o  números como identificadores o clasificadores de los idiomas. Estos códigos pueden ser utilizados para organizar colecciones de las bibliotecas o presentaciones de datos, para elegir las localizaciones correctas y las traducciones de la informática, y como una designación abreviada de más formas de idioma-nombre.

## Dificultades de clasificación
Los esquemas de códigos de idioma, intentan clasificar en el complejo mundo de los idiomas humanos, los dialectos y variantes. La mayoría de ellos realizar algunos compromisos entre ser generales y completos, y suficientes para ser compatibles con dialectos específicos. 
Por ejemplo, la mayoría de la población de América Central y América del Sur, hablan español. El español hablado en México es un poco diferente del español hablado en Perú. Las diferentes regiones de México tienen dialectos y acentos ligeramente diferentes del español. Un sistema de código de idioma podría agrupar todos estos como "español" para la elección de un diseño de teclado, más como "español" para uso general, o dialecto separado para cada región específica de idiomas.
- Datos: Q2092812